# 池大雅

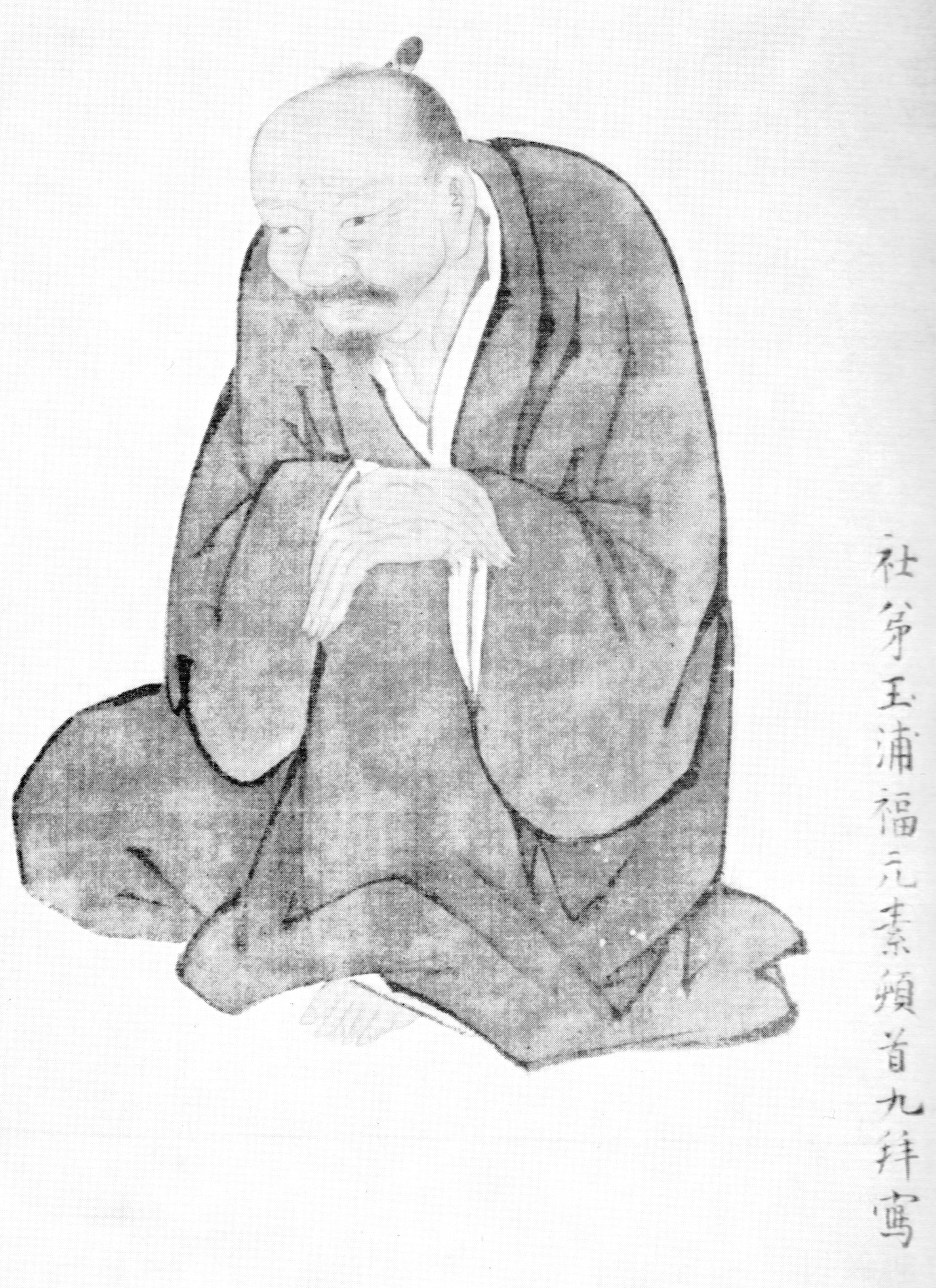
福原五岳筆　池大雅像

楼閣山水図 左隻

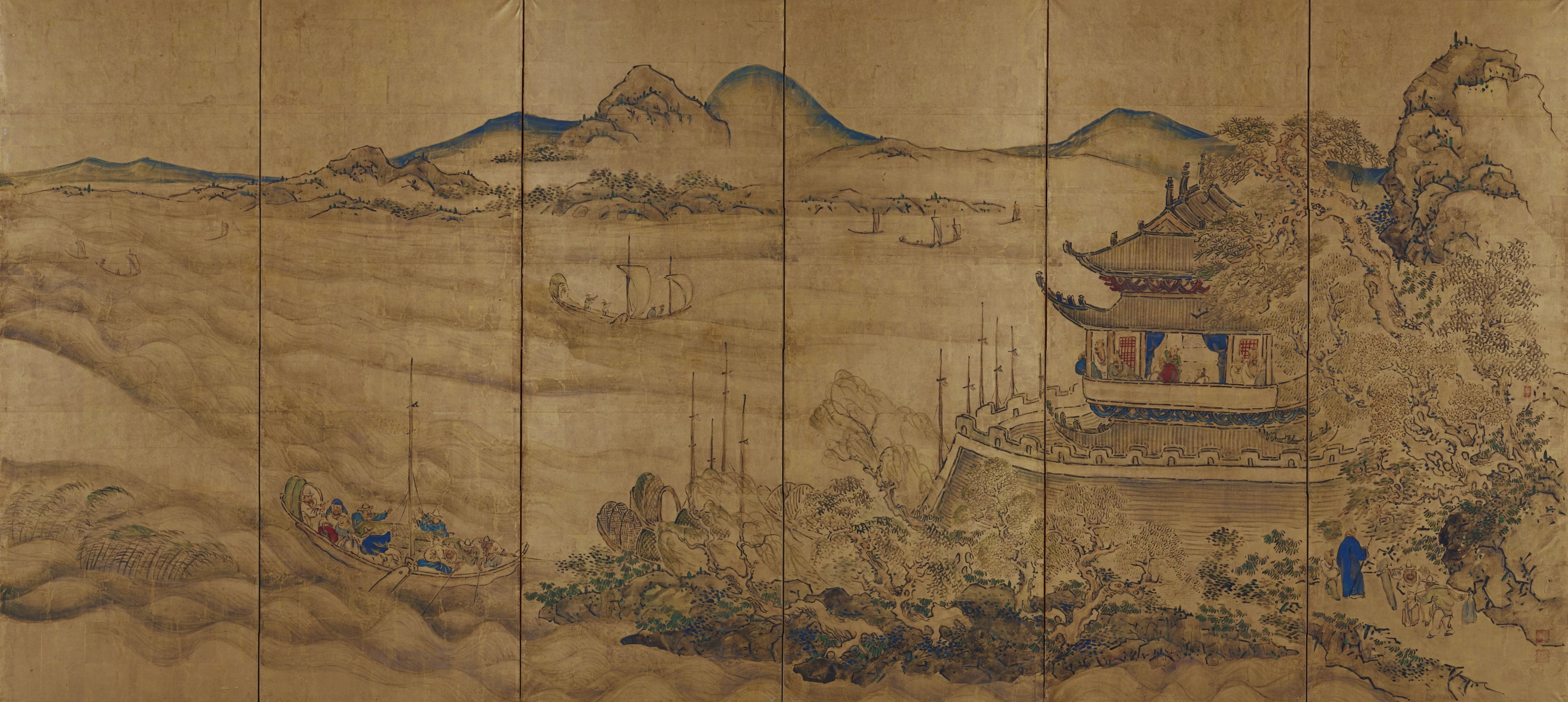
同 右隻

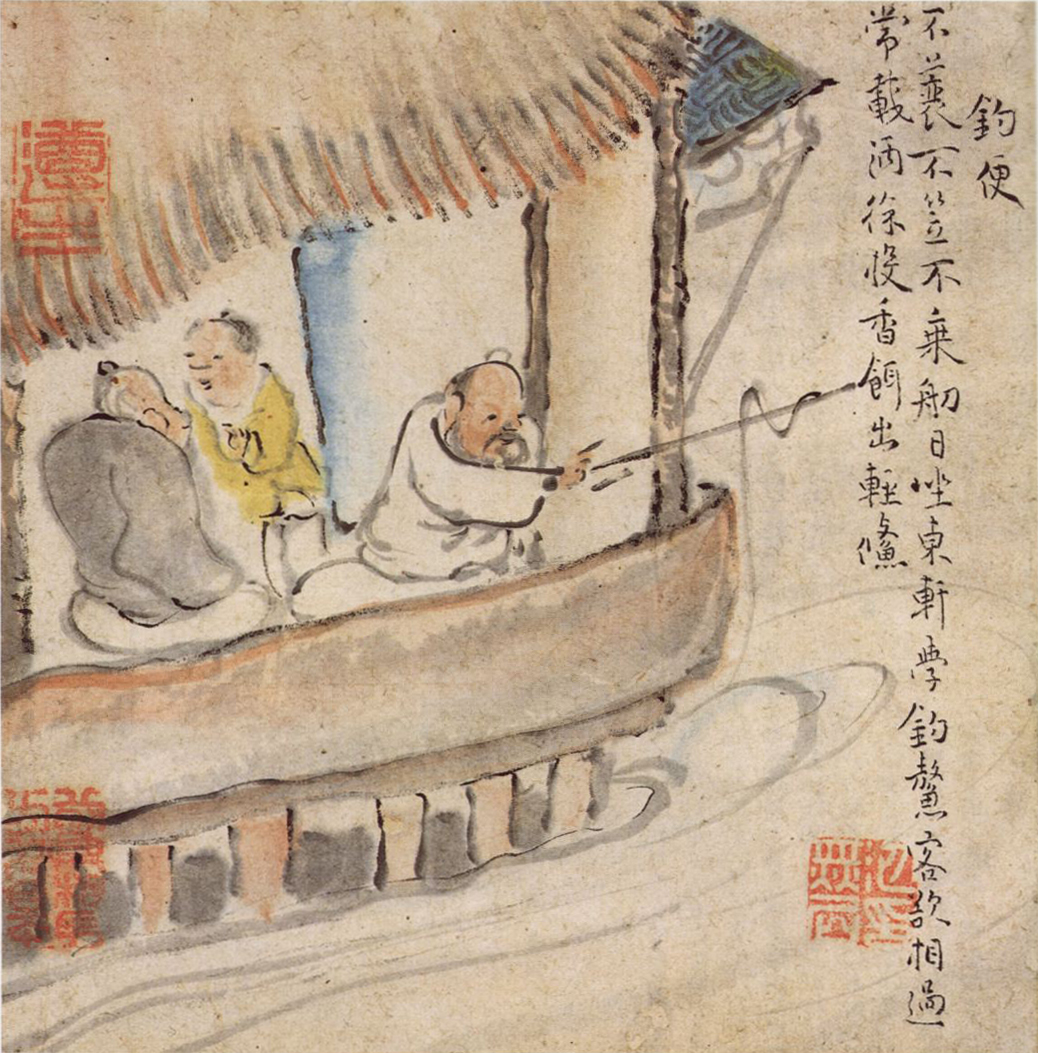
十便十宜図のうち、釣便図

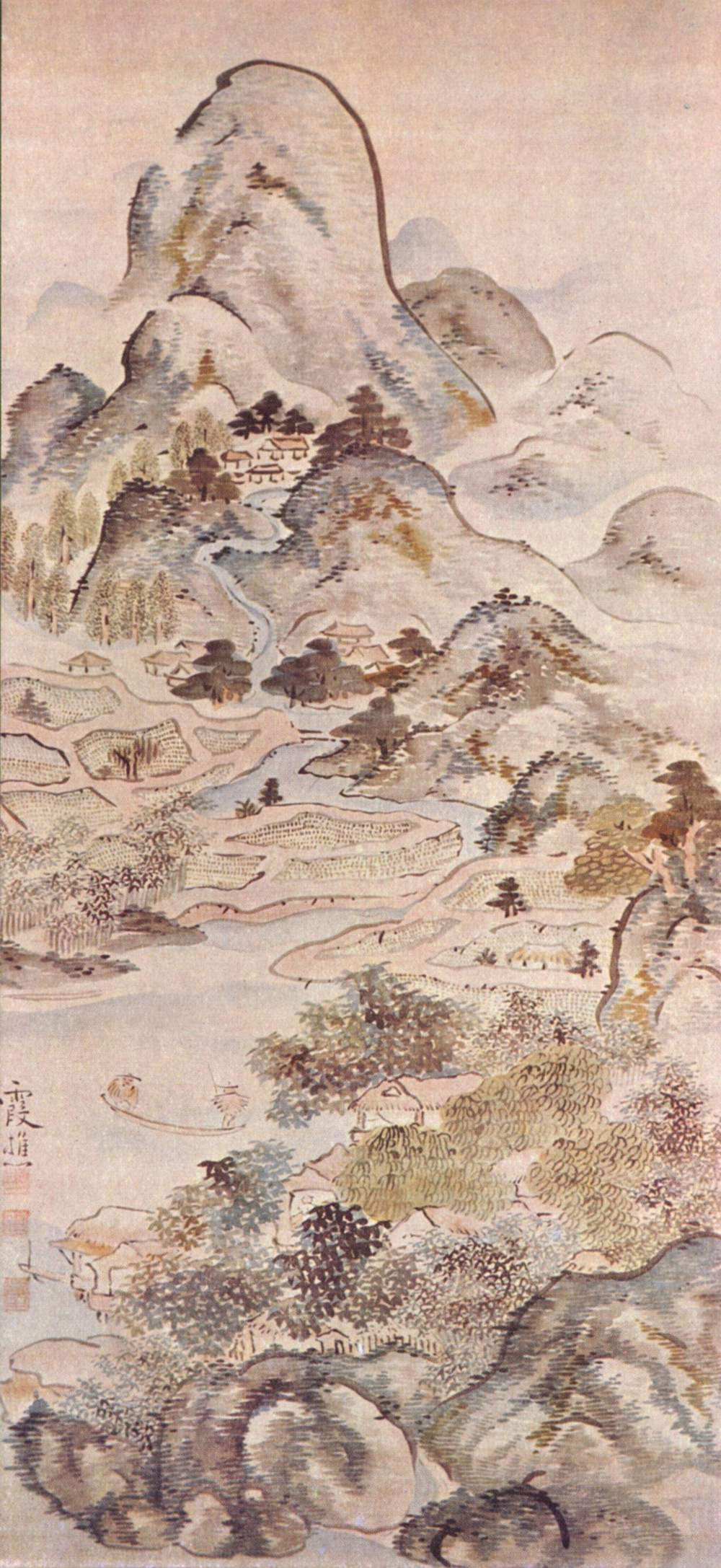
Fishing in Springtime クリーブランド美術館

池 大雅（いけの たいが、 享保8年5月4日（1723年6月6日） - 安永5年4月13日（1776年5月30日））は、日本の江戸時代の文人画家 (南画家)、書家。幼名は又次郎（またじろう）など。諱は勤（きん）、無名（ありな）、字は公敏（こうびん）、貨成（かせい）。日常生活には池野 秋平（いけの しゅうへい）の通称を名乗った。雅号は数多く名乗り、大雅堂（たいがどう）、待賈堂（たいかどう）、三岳道者（さんがくどうしゃ）、霞樵（かしょう）などが知られている。
妻の玉瀾（ぎょくらん）も画家として知られる。弟子に木村兼葭堂などがいる。与謝蕪村とともに、日本の南画（文人画）の大成者とされる。

## 略伝
享保8年（1723年）、京都銀座役人の下役の子として生まれる。父を早くに亡くし経済的に苦しい中、6歳で素読を始め、7歳から本格的に唐様の書を学び始める。習い始めたばかりの頃、萬福寺で書を披露し、その出来栄えに僧たちから「神童」と絶賛された。
柳里恭（柳沢淇園）に才能を見出され、文人画を伝えられた。中国の故事や名所を題材とした大画面の屏風、日本の風景を軽妙洒脱な筆致で描いた作品など、作風は変化に富む。大雅は中国渡来の画譜類のみならず、室町絵画や琳派、更には西洋画の表現を取り入れ、独自の画風を確立した。
川端康成の蒐集品として著名な「十便十宜図」は、中国・清の李漁の「十便十宜詩」に基づき、山荘での隠遁生活の便宜（便利さ、よろしさ）を画題に大雅と蕪村が共作した画帖である（大雅は「十便図」を担当）。小品ながら、文人の理想とする俗塵を離れた生活を軽妙な筆遣いと上品で控えめな色彩で活写している。

## 趣味・発言など
- 大雅は董其昌の「万巻の書を読み万里の路を行く」という文人画の方法論に従ったためか、旅と登山を好んだ。ある日京都の庵で仲間と富士山の話をしていて盛り上がり、「ならば登ろうではないか」と、いきなり旅支度を始め、富士山に行き旅巡りをして一か月以上して帰って来た。人々はこれを雅談だと讃えた、というエピソードが残っている。こうした旅と登山の体験は、大雅の絵の特色である広々とした絵画展開と、リズム感のある描線となって生かされる事になった。

- 義母の徳山百合（池玉瀾の母）の発言として「大石良雄は短足の醜男で皮膚病があり、人々から指をさして笑われていた」と語っている[3]。

- 吉良義央の菩提寺である華蔵寺に度々訪れ、襖絵（花鳥画）を多数残している（県指定文化財）[4]。山門にかけられた山号「片岡山（へんこうざん）」、中門の｢華蔵世界（けぞうせかい）」および本堂西の間の「香水海（こうすいかい）」の3面の木額も大雅の書になるものである。

## 代表作
| 作品名                   | 技法             | 形状・員数                     | 寸法（縦x横cm）   | 所有者                       | 年代     | 落款                      | 印章                                                                             | 文化財指定 | 備考 |
| ------------------------ | ---------------- | ------------------------------ | ----------------- | ---------------------------- | -------- | ------------------------- | -------------------------------------------------------------------------------- | ---------- | --- |
| 前後赤壁図               | 紙本淡彩         | 六曲一双                       |                   | 文化庁                       | 1749年   |                           |                                                                                  | 重要文化財 | |
| 陸奥奇勝図               | 紙本淡彩         | 巻子1巻                        | 31.7x677.7        | 九州国立博物館               | 1749年   |                           |                                                                                  | 重要文化財 | |
| 五百羅漢図他             | 紙本墨画淡彩     | 掛軸28幅襖1面                  |                   | 京都・萬福寺                 | 1756年頃 |                           |                                                                                  | 重要文化財 | |
| 柳下童子図               | 紙本墨画淡彩     | 八曲一隻                       |                   | 京都府（京都文化博物館管理） | 1760年頃 |                           |                                                                                  | 重要文化財 | |
| 倣王摩詰漁楽図           | 紙本墨画         | 掛幅                           | 149.5x53.8        | 京都国立博物館               | 1762年頃 |                           |                                                                                  | 重要文化財 | |
| 蘭亭曲水・龍山勝会図     | 紙本著色         | 六曲一双                       | 158.0x358.0（各） | 静岡県立美術館               | 1763年   |                           |                                                                                  | 重要文化財 | |
| 山水人物図・老松図       | 紙本墨画淡彩     | 襖絵8面・2面計10面             |                   | 高野山 ・遍照光院            |          |                           |                                                                                  | 国宝       | 40代の作 |
| 楼閣山水図               | 紙本金地墨画着色 | 六曲一双                       | 168.7x745.2（各） | 東京国立博物館               |          |                           |                                                                                  | 国宝       | 40代前半 |
| 白雲紅樹図               | 絹本著色         | 掛幅                           | 121.5x40.1        | 相国寺承天閣美術館           |          | 「白雲紅樹 九霞山樵寫意」 | 「前身相馬方九皋」朱文長方印・「池無名印」白文方印・遊印「已行千里道未讀萬巻書」 | 重要文化財 | 40代半ばの作。藤田伝三郎から東京の個人を経て、萬野美術館旧蔵。大雅が依頼者へ宛てた書状が付属。画風は、明末清初の画家・藍瑛やその周辺画家の影響がある。                                                                                |
| 十二月離合山水図         |                  | 六曲一双                       |                   | 出光美術館                   | 1769年   |                           |                                                                                  | 重要文化財 | 離合山水図とは一扇ずつにそれぞれ独立した山水画を並べたものが、全体を通して見ると一つの山水図になる趣向の絵。本作品では1月から12月までの季節の移り変わりを表現する。この屏風に添えられた大雅の画料の受領書には、金百疋と記されている。 |
| 十便十宜図のうち十便図   |                  | 画帖                           |                   | 川端康成記念会               | 1771年   |                           |                                                                                  | 国宝       | 川端等の監修で完全複製がある（筑摩書房「書画名品複製」、1970年） |
| 洞庭赤壁図巻             | 絹本著色         | 巻子1巻                        |                   | 京都国立博物館               | 1771年   |                           |                                                                                  | 重要文化財 | |
| 西湖春景・銭塘観潮図     | 紙本淡彩         | 六曲一双                       | 166.5x371.0（各） | 東京国立博物館               |          |                           |                                                                                  | 重要文化財 | 40代の作 |
| 瀟湘勝概図               | 紙本淡彩         | 六曲一隻                       |                   | 個人                         |          |                           |                                                                                  | 重要文化財 | 40代の作。屏風裏に貼られた礼状でこの屏風の代金が金一両だと分かる。 |
| 瀟湘八景図（東山清音帖） | 紙本墨画         | 1帖 扇面16面（絵8面・詩書8面） |                   | 個人                         |          |                           |                                                                                  | 重要文化財 | 題簽・題字高芙蓉 跋文細合半斎。最晩年の作。 |

## 参考資料
- 吉沢忠 『ブック・オブ・ブックス 日本の美術26 池大雅』 小学館、1973年
- 大岡信・小林忠 『水墨画の巨匠 第十一巻 大雅』 講談社、1994年 ISBN 4-06-253931-4
- 小林忠監修 『池大雅─中国へのあこがれ 文人画入門』 求龍堂、2011年 ISBN 978-4-7630-1138-1